# Plaquette de frein
Une plaquette de frein est l'élément qui entre en friction avec la surface en rotation dans les freins à tambour ou à disque. 
Il existe une grande diversité de plaquettes de freins, en matériaux plus ou moins agressifs et plus ou moins durables, selon que la plaquette équipe les freins d'un avion, qui nécessite une grande puissance pour un usage ponctuel, un véhicule de course ou encore une voiture citadine.

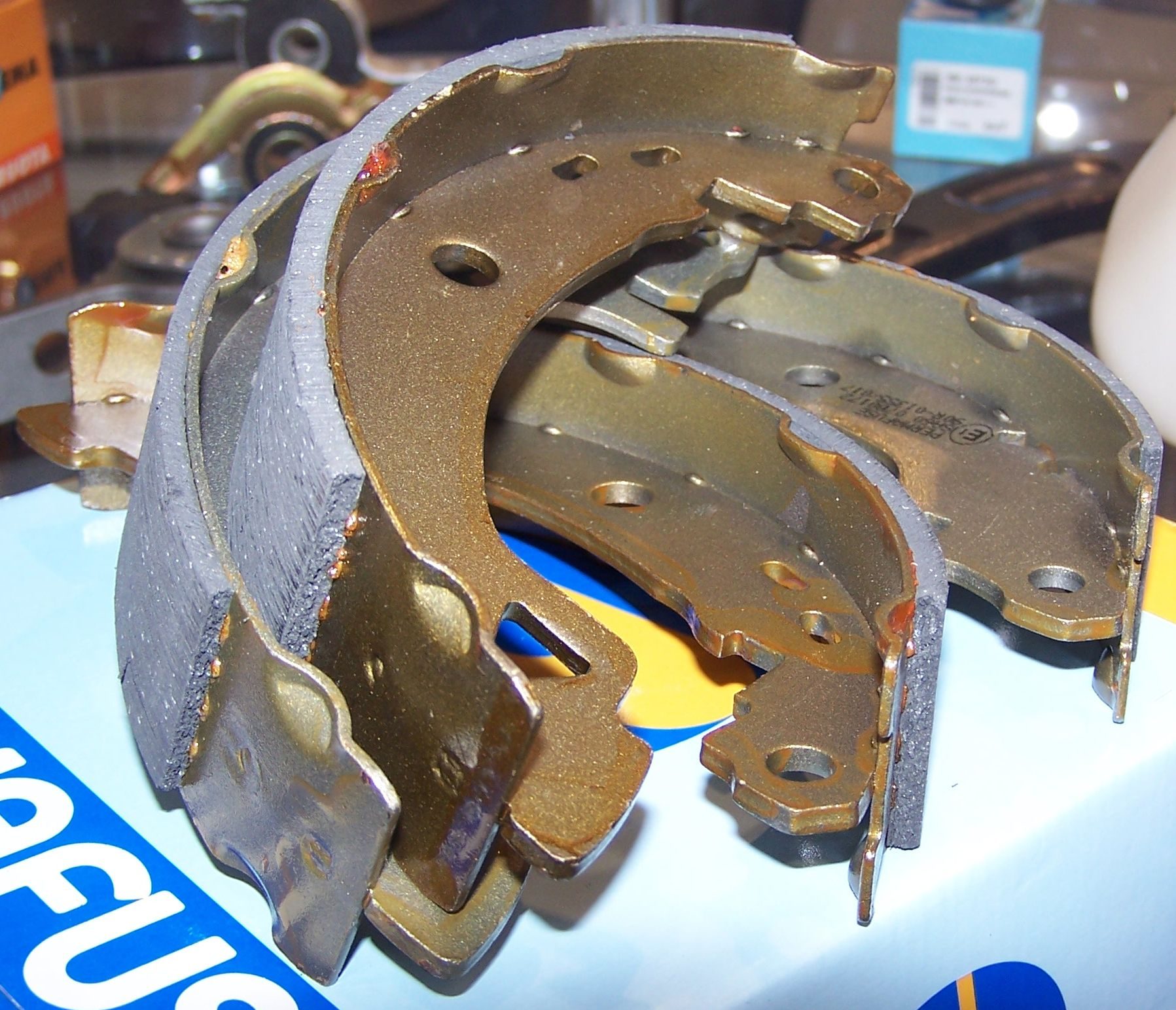
Segments de frein à tambour.

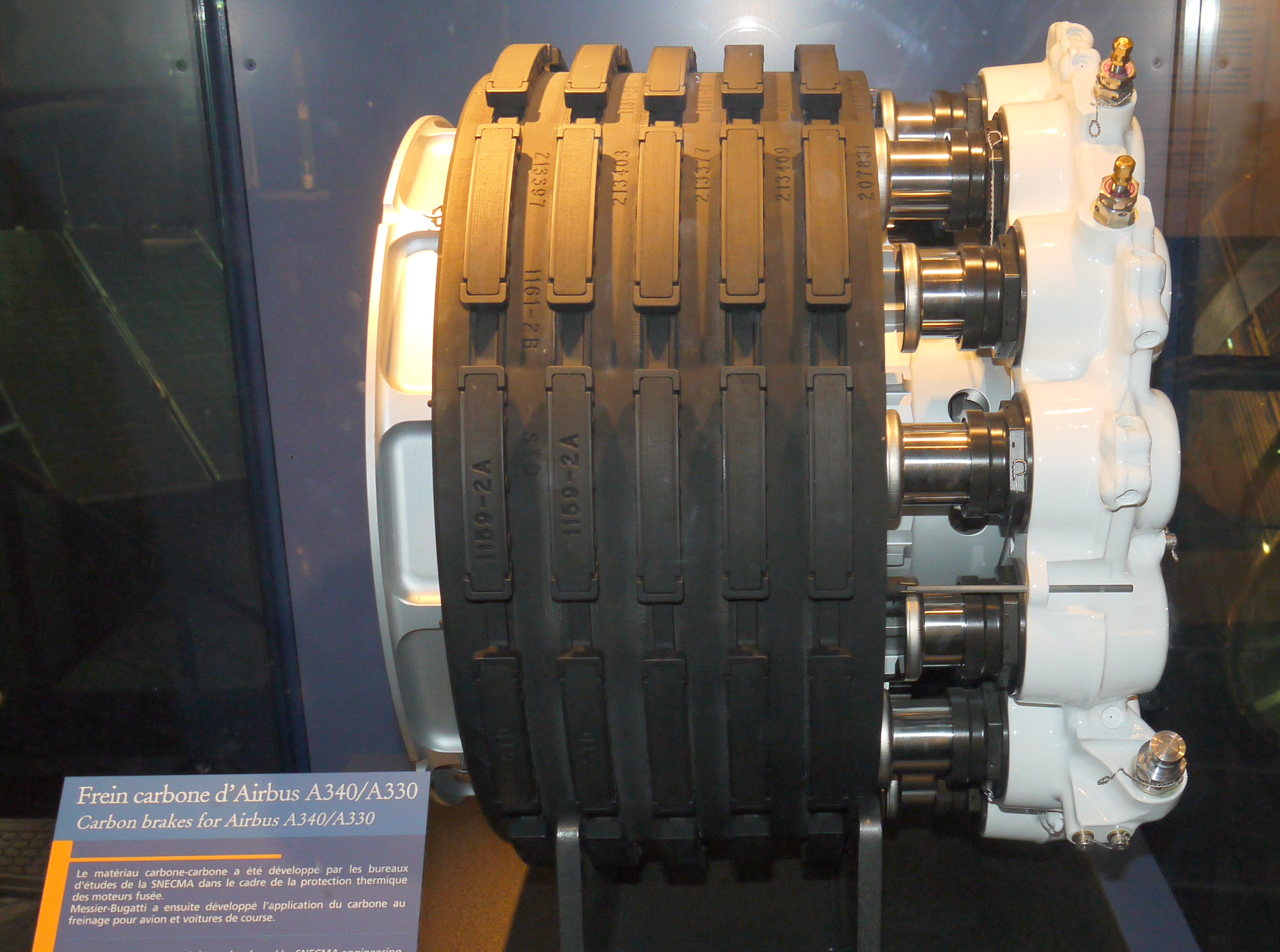
Frein d'Airbus A330/A340 (Musée du Bourget).

## Histoire
L'invention de la garniture de frein est due à Bertha Benz qui, à l'occasion du premier voyage d'agrément de l'histoire automobile, effectué en 1888 dans la Benz Patent Motorwagen développée par son mari, est amenée à réparer le système de freinage et lui apporte cette amélioration. Le mot "plaquette" est relié actuellement aux freins à disques.

## Description
La friction des plaquettes fixes sur la surface métallique en mouvement transforme l'énergie cinétique en chaleur, jusqu'à devenir problématique lorsqu'elle prend des valeurs importantes comme lors de l'atterrissage d'urgence d'un avion. C'est la raison pour laquelle la céramique est de plus en plus utilisée sur les avions, les Formule 1 et quelques voitures de sport haut de gamme.
frein à tambourLors du fonctionnement, les plaquettes ou garnitures frottent sur l’intérieur du tambour. Le matériau des plaquettes est plus tendre que l'acier ou la fonte du tambour pour éviter d'user trop rapidement ce dernier, les garnitures étant plus faciles à remplacer que le tambour.
frein à disqueLes plaquettes pincent le disque avec plus ou moins de force, ce qui transforme l'énergie cinétique en chaleur, évacuée dans l'air ambiant. Parfois les disques sont rainurés ou perforés pour améliorer la ventilation. En aviation, les freins sont la plupart du temps composés d'une alternance de disques fixes et tournant, à la manière d'un embrayage. Dans ce cas, des plaquettes sont rivetées sur les deux faces des disques fixes. Ce système  tend à disparaitre au profit des disques en carbone (heat pack), plus indiqués dans le domaine des hautes températures.

## Types

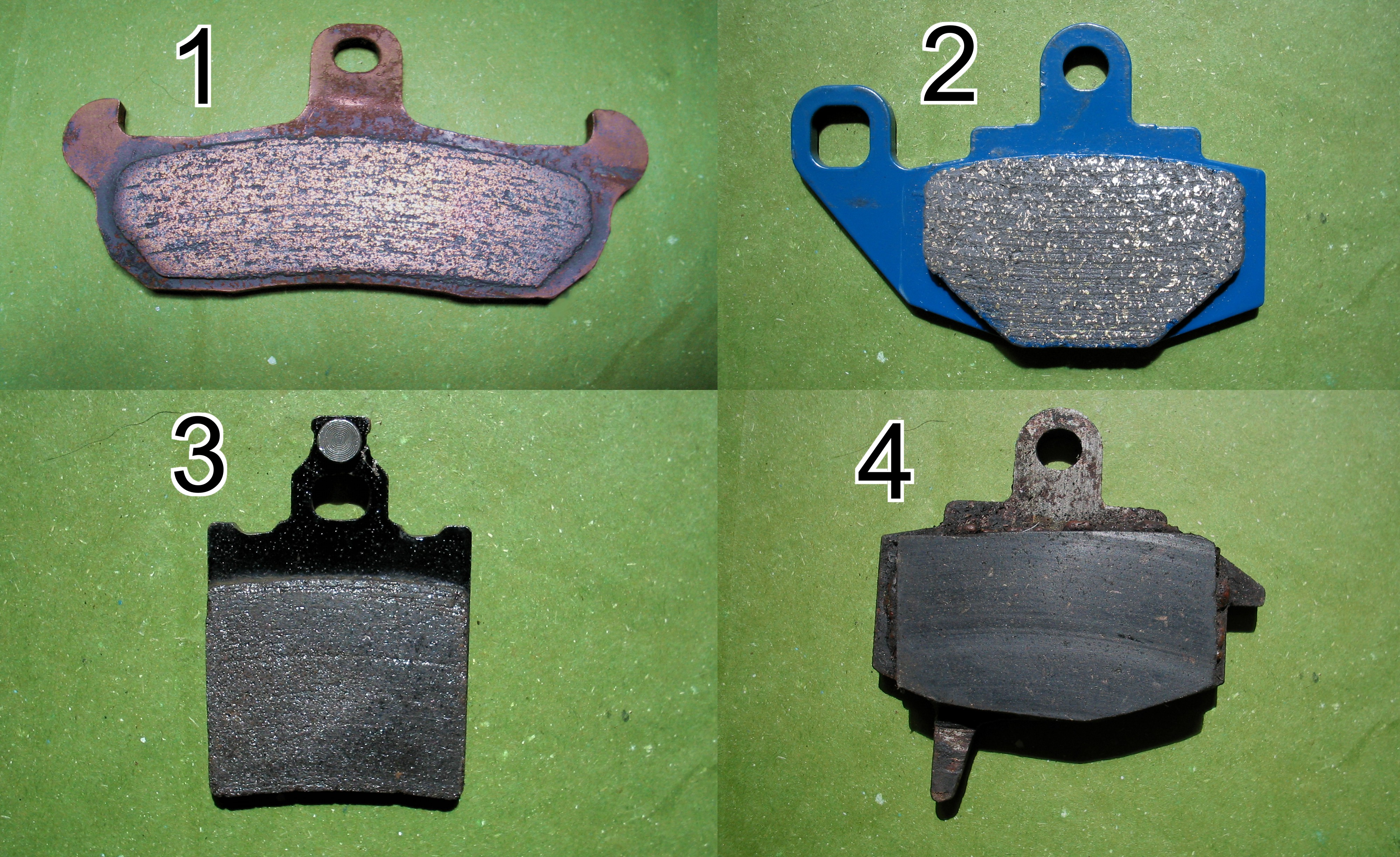
Plaquettes réalisées avec différents matériaux:
1) Métal fritté (avec reflets de cuivre)
2) Semi-metallique
3) Carbone-céramique
4) Organique

Il existe diverses technologies:
- Les plaquettes de type organique qui sont en fait des matériaux composites avec une matrice et une charge (ou renfort). Ils sont fabriqués à partir d'une combinaison de diverses substances synthétiques liées à un composite, principalement sous forme de cellulose, d'aramide, de PAN ou de verre fritté. Ils sont doux pour les disques, mais produisent une importante quantité de poussière, ayant ainsi une courte durée de vie.
- Les plaquettes de type semi-métalliques - synthétiques mélangés avec des proportions variables de métaux en flocons. Ceux-ci sont plus durs que les plaquettes non métalliques, plus résistants à l'usure et plus durables, mais au prix d'une usure accrue du disque/ tambour qui doit alors être remplacé plus tôt. Ils nécessitent également plus de force d'actionnement que les patins non métalliques afin de générer un couple de freinage.
- Les plaquettes de type métalliques qui sont composées de poudres métalliques frittées. Ces plaquettes sont utilisées uniquement dans les véhicules de course et sont composées d'acier fritté sans aucun additif synthétique. Ils sont très durables, mais nécessitent plus de force pour ralentir un véhicule tout en usant plus rapidement les disques. Ils ont également tendance à être très bruyants.
- Les plaquettes de type céramique - Composées d'argile et de porcelaine liées à des flocons et filaments de cuivre, ils constituent un bon compromis entre la durabilité des plaquettes métalliques, l'adhérence et la faible résistance à l'usure des organiques. Leur principal inconvénient est que contrairement aux trois types précédents, malgré la présence du cuivre (qui a une conductivité thermique élevée), les plaquettes en céramique ne dissipent généralement pas bien la chaleur, ce qui peut éventuellement provoquer un déformation des composants du système de freinage. Le son de freinage étant élevé au-delà de celui de l'audition humaine, ils semblent exceptionnellement silencieux.